# Pavel Baudiš
Pavel Baudiš (ur. 15 maja 1960) – czeski przedsiębiorca i informatyk, współzałożyciel przedsiębiorstwa informatycznego Alwil Software (od 2010 roku Avast Software).
Ukończył studia informatyczne w praskiej Wyższej Szkole Chemiczno-Technologicznej.
Na liście stu najbogatszych Czechów magazynu „Forbes” uplasował się na pozycji szóstej.